# Estrófio (vestuário)

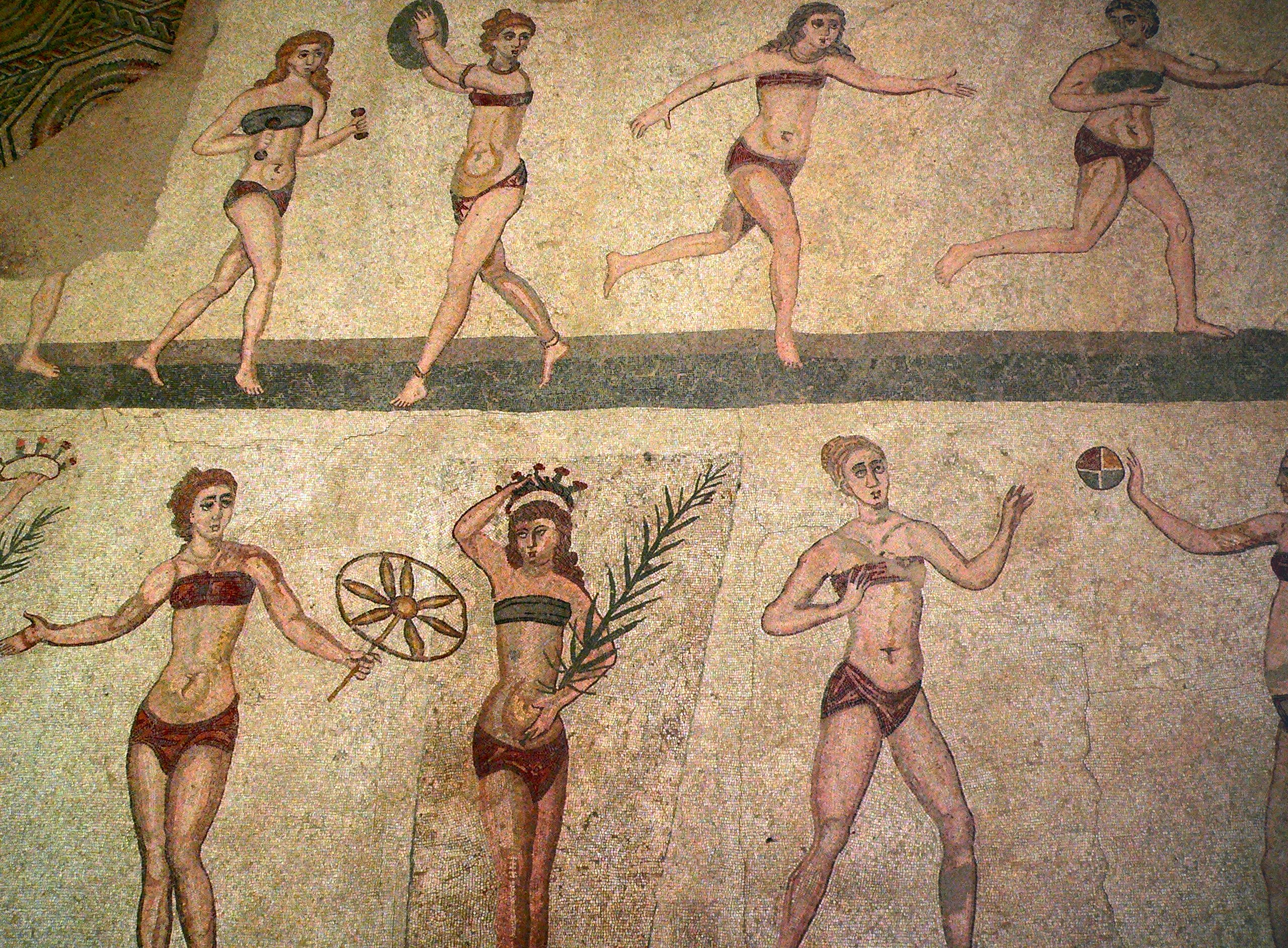
Atletas femininas trajando um subligar (parte inferior) e um estrófio (parte superior)

Estrófio ou estrofião (em latim: strophium), também conhecido como tainia, tainídio ou apódesmo (em grego clássico: ταινία, ταινίδιον, ἀπόδεσμος; romaniz.: tainía, tainídion, apódesmos) era um cinturão trajado por mulheres em torno do peito e sobre a túnica interior ou camisa feminina. Ele aparece em um epigrama de Marcial e aparentemente era feito em couro.